# Астрономія в Чехії
Астрономія в Чехії розвивалась з часів Середньовіччя при королівському дворі в Празі та у Празькому університеті. В Празі значну частину своїх досліджень провів Йоганн Кеплер, деякий час тут працювали Тихо Браге і Альберт Ейнштейн. Чеські астрономічні організації й надалі відіграють значну роль у світовій астрономії, зокрема Празький університет та Обсерваторія Ондржейов.

## Історія

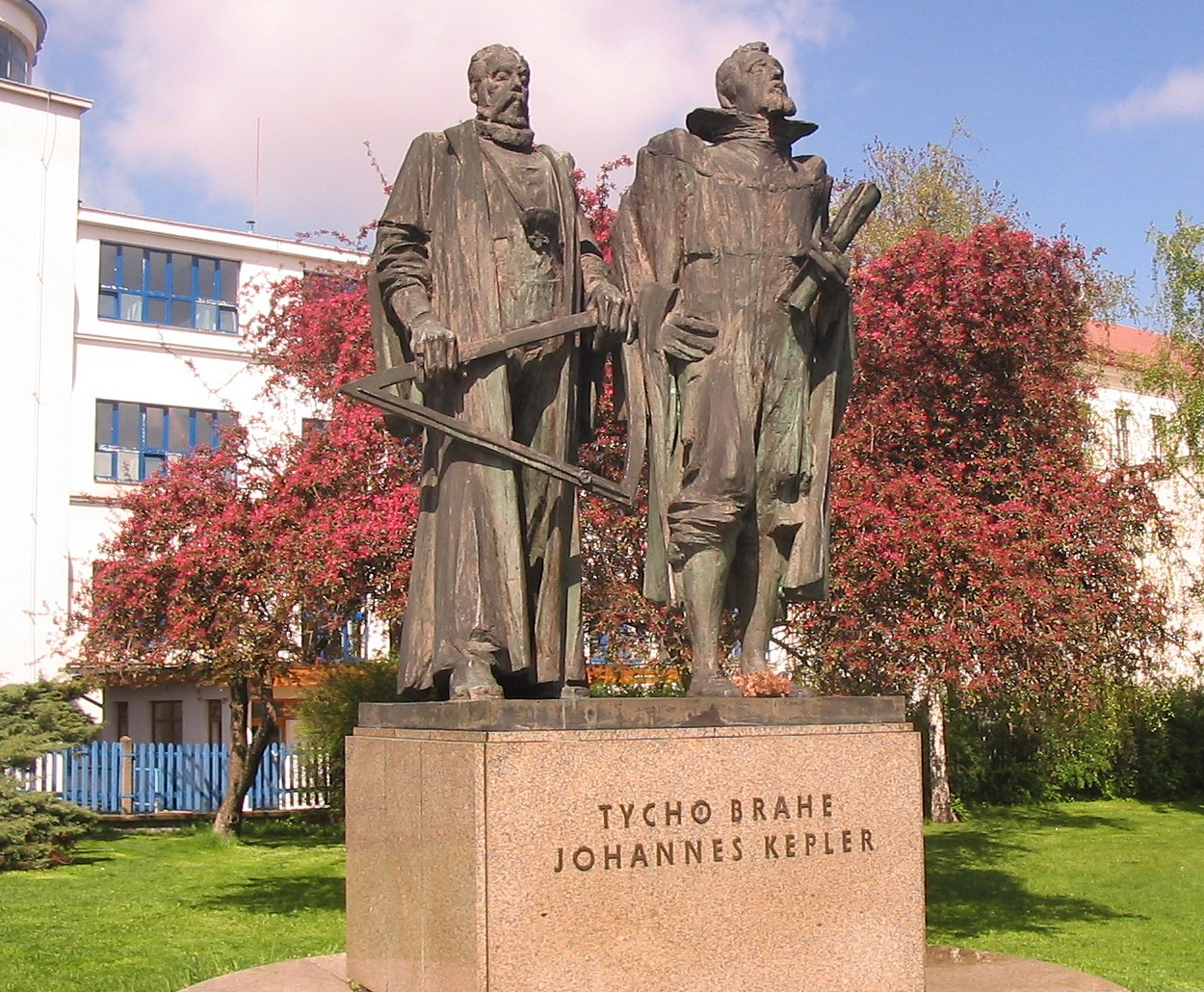
Пам'ятник Кеплеру і Тихо Браге, Прага

Астрономія та астрологія з часів Середньовіччя культивувалися при королівському дворі в Празі. Іншим астрономічним центром був Празький університет, перший у Центральній Європі, заснований 1348 року Карлом IV. На початку XIII століття тут працювали такі відомі на той час вчені, як Кріштян з Прахатиць і Йоганнес Шіндель.
Тадеаш Гаєк провів спостереження наднової 1572 року в Кассіопеї та великої комети 1577 року, обидва об'єкти знаходяться далі за Місяць. За його ініціативою імператор Рудольф II запросив в Прагу Тихо Браге, який провів тут останні 2 роки свого життя.
Йоганн Кеплер — приїхав в Прагу на запрошення Тихо Браге і, використавши його спостережні дані, знайшов закони руху планет. За час перебування в Празі (1600—1612) він опублікував низку праць, зокрема, про наднову 1604 року, про так званий телескоп Кеплера і про структуру сніжинок.
Ще одним центром астрономічних досліджень був Празький Клементинум, єзуїтський коледж. 1750 року тут відкрилась перша обсерваторія, заснована Йозефом Степлінгом.
На початку XIX століття Чехія стала лише однією з провінцій Австро-Угорщини, і значення Праги як наукового центру впало.
Крістіан Доплер, професор математики та практичної геометрії в Празькому технологічному інституті, 1842 року відкрив ефект Доплера, якому судилося пізніше відіграти велику роль в історії астрономії. Ернст Мах, професор фізики Празького університету, сформулював філософські ідеї (зокрема, принцип Маха), які потім допомогли Ейнштейну у створенні теорії відносності. 1882 року Празький університет розділився на чеську й німецьку частини, і цей поділ зберігався до 1939 року.
Клементинум після поділу став частиною Німецького університету. Директор обсерваторії Ладіслав Вейнек займався картографією Місяця на основі фотографій та відкрив рух полюсів Землі.
1886 року був створений Астрономічний інститут Чеського університету. Його засновник Август Зайдлер досліджував методи визначення орбіт планет, а його послідовник Густав Грюсс вивчав змінні зорі.
У 1911—1912 роках Альберт Ейнштейн працював у Празі професором німецького університету. Тут він опублікував 11 праць, продовжуючи в цей час працювати над основами загальної теорії відносності.
1898 року брати Йозеф і Ян Фрічови, власники невеликої фабрики приладів для точної механіки та оптики, заснували приватну обсерваторію в Ондржейові. Франтішек Нушл, професор технології Карлового університету, працював з братами Фрічовими, а 1928 року став першим директором обсерваторії.
1917 року було засновано Чеське астрономічне товариство. 1928 року воно побудувало обсерваторію Штефанік у Празі на Петршині, названу на честь Мілана Растислава Штефаніка, астронома і політика, який зіграв важливу роль у створенні Чехословаччини.
1952 року була створена Чехословацька академія наук. 1953 року створена Брнонська обсерваторія на Кравій горі, 1959 — малий планетарій, а 1991 року — великий планетарій. 1967 року у Празі відбулася Генеральна асамблея МАС, під час якої також було відкрито 2-метровий телескоп в Ондржейові.
Після вторгнення радянських військ до Чехословаччини 1968 року ряд астрономів (Зденек Секаніна, Мірек Плавець, Іван Губени, Зденек Швестка, Любош Когоутек) виїхали за кордон, і контакти з ними були заборонені. Багато інших астрономів були змушені піти з керівних посад або взагалі залишити університети.
1992 року Чехословаччина стала першою посткомуністичною державою, чий журнал (Бюлетень астрономічних інститутів Чехословаччини) об'єднався з європейським журналом Astronomy and Astrophysics.
Після розпаду Чехословаччини 1992 року чеська та словацька астрономія стали розвиватись окремо, але контакти між астрономами та організаціями двох країн залишились дуже міцними.